# ペーター・フォン・コルネリウス
ペーター・フォン・コルネリウス（Peter von Cornelius,1783年9月23日 - 1867年3月6日）は、ドイツの画家。

## 略歴
デュッセルドルフで生まれた。父親のJohann Christian Aloys Cornelius (1748-1800)も画家で、デュッセルドルフ美術アカデミーの講師で、デュッセルドルフ・ギャラリーの館長であった。兄のランベルト（Lambert Cornelius）も画家で、デュッセルドルフ美術アカデミーで教えた。兄弟は父親から最初の絵の教育を受けた。
1798年から1805年の間、デュッセルドルフ美術アカデミーで学んだ。ゲーテらが創設した美術展、Weimarer Preisaufgabenに1803年から1805年に参加した。1807年にノイスの聖クイリヌス寺院（Quirinus Minster）の壁画を描いた。1809年に母親を亡くした後、旅に出て1811年まではフランクフルトのパトロンの出版業者の家ですごした。1811年に友人のクセラー（Christian Xeller）とローマに旅し、ナザレ派と呼ばれることになるキリスト教美術の復興をめざすウイーン大学の学生の美術家集団、聖ルカ兄弟団のヨハン・フリードリヒ・オーファーベックと親しくなり、彼らの仲間に加わり、パトロンのプロイセンの外交官ヤーコプ・ザロモン・バルトルディの邸（Casa Bartholdy)に装飾的な絵画を描くのに加わった。
1816年にはゲーテの「ファウスト」の挿絵を出版した。
1819年から1824年の間、デュッセルドルフ美術アカデミーの校長を務めた。コルネリウスとその後を継いだ、フリードリッヒ・ヴィルヘルム・フォン・シャドーは多くの有名な画家を輩出したデュッセルドルフ美術アカデミーの基盤を作り上げた。
1819年にバイエルンの皇太子、ルートヴィヒに招かれ、バイエルン王国で働き、1825年には美術学校（ミュンヘン美術院）の運営も任され、ルートヴィヒが国王に即位した後、貴族に叙せられた。国王の支援により、ヴィルヘルム・フォン・カウルバッハらの多くのバイエルン出身の画家がデュッセルドルフ美術アカデミーで学ぶことになった。
1860年代にプロイセン王、フリードリヒ・ヴィルヘルム4世が計画した大聖堂、Campo Santoの仕事を依頼されたが、大聖堂の完成は大きく遅れ、コルネリウスの仕事は実現しなかった。

## 作品

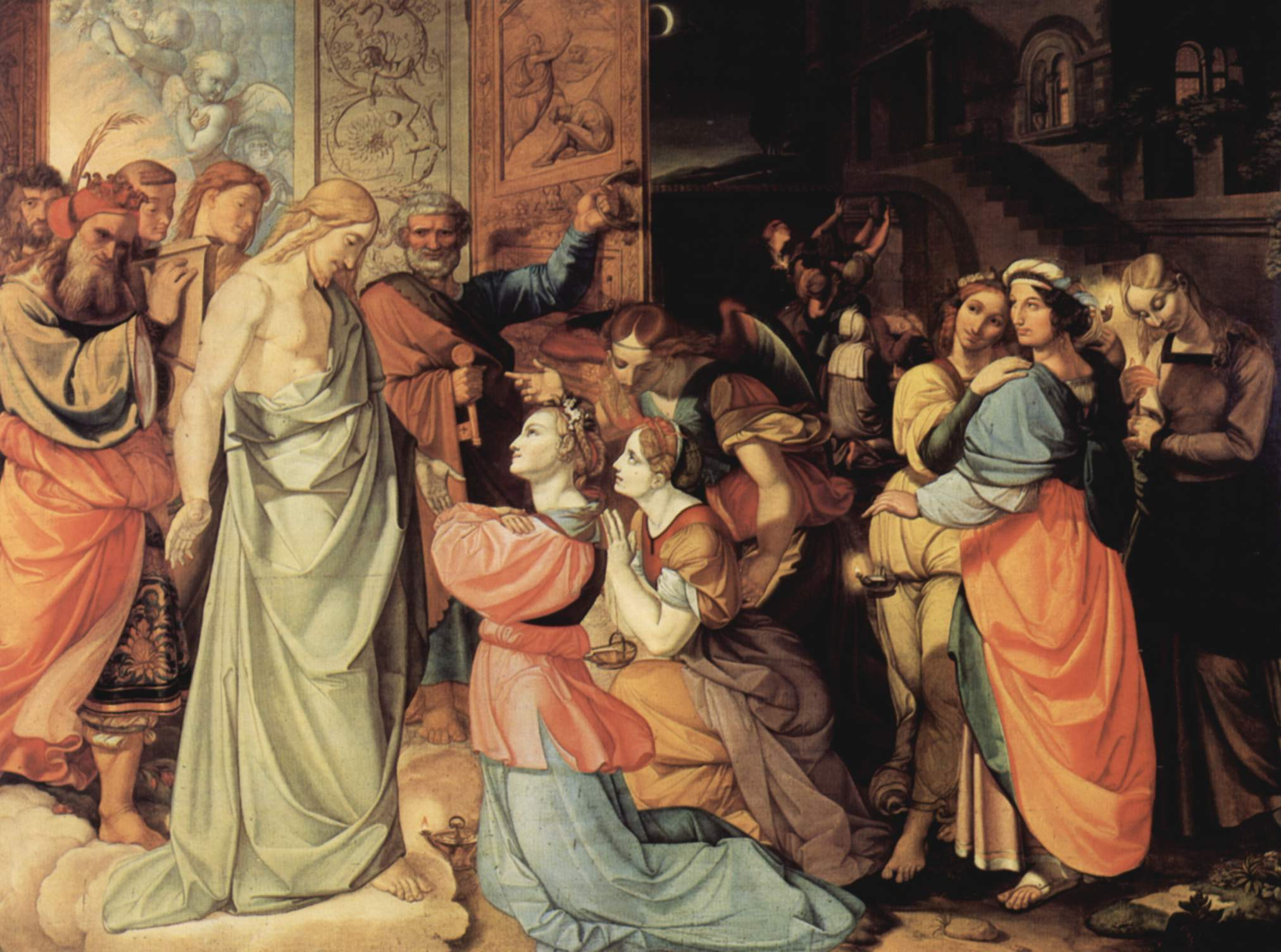
彼の作品の一つである『賢いおとめと愚かなおとめ』は、キリスト教説話『十人の処女たちのたとえ』を題材としている。
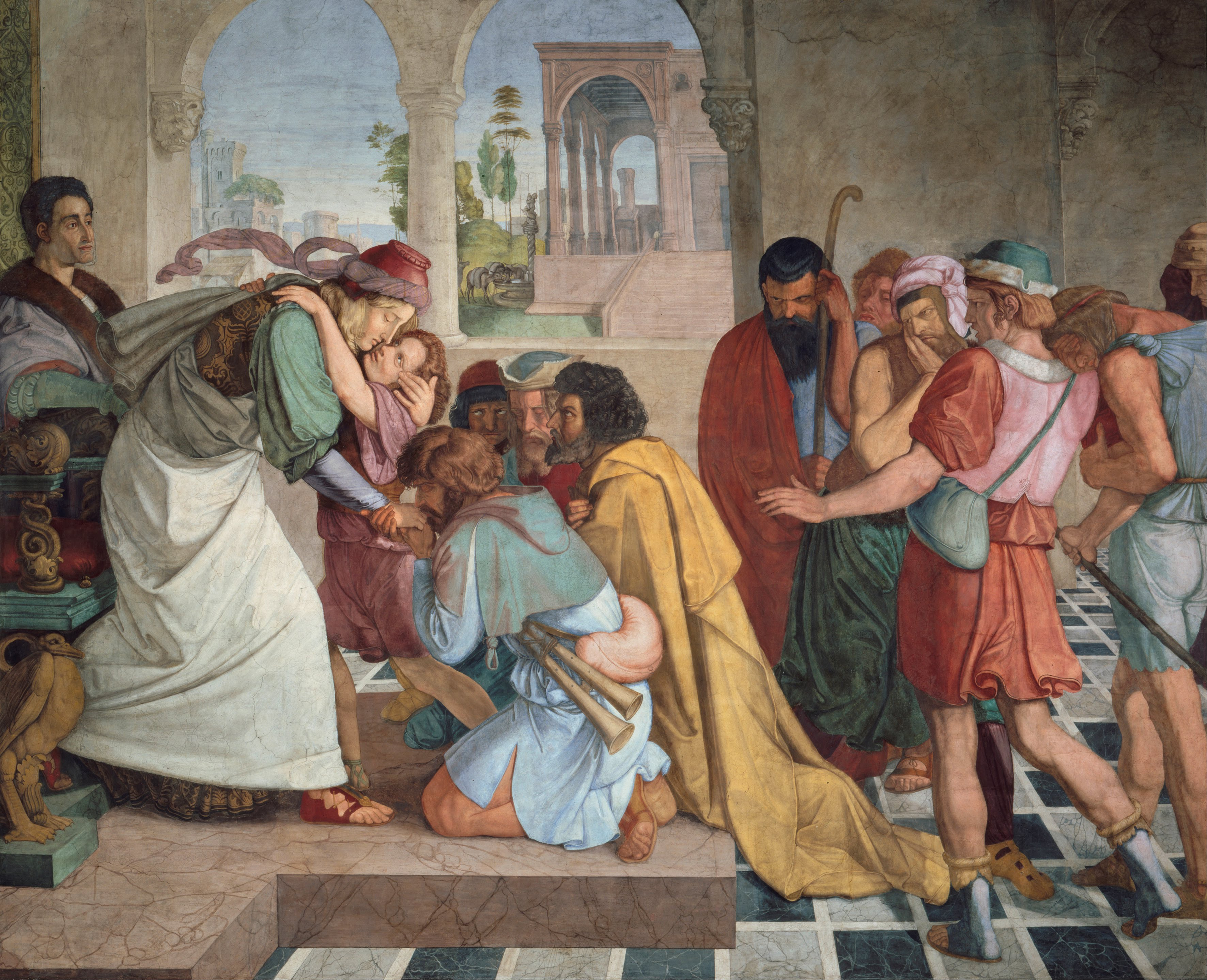
Joseph Reveals Himself to His Brothers
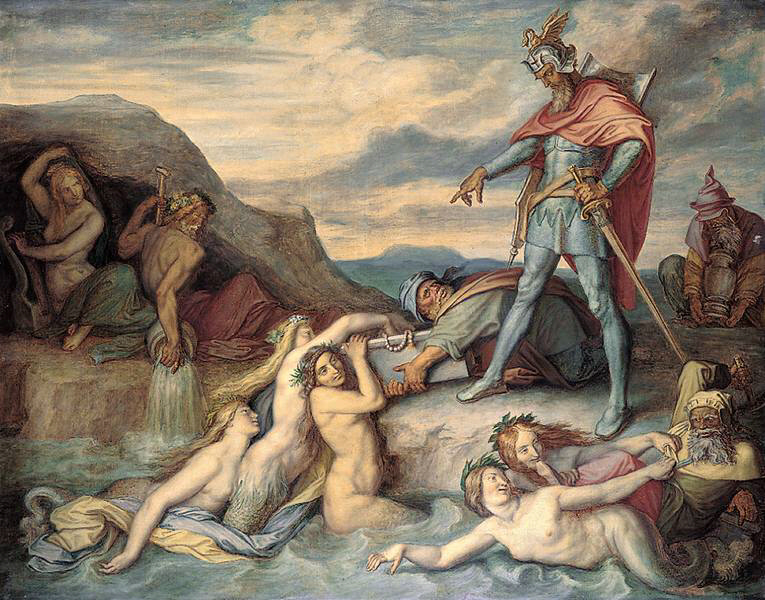
ニーベルンゲンの歌のハゲネ

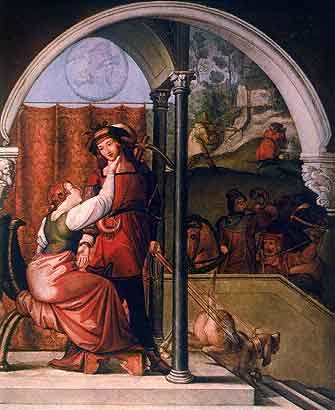
ジークフリートの別れ(1816/1817)
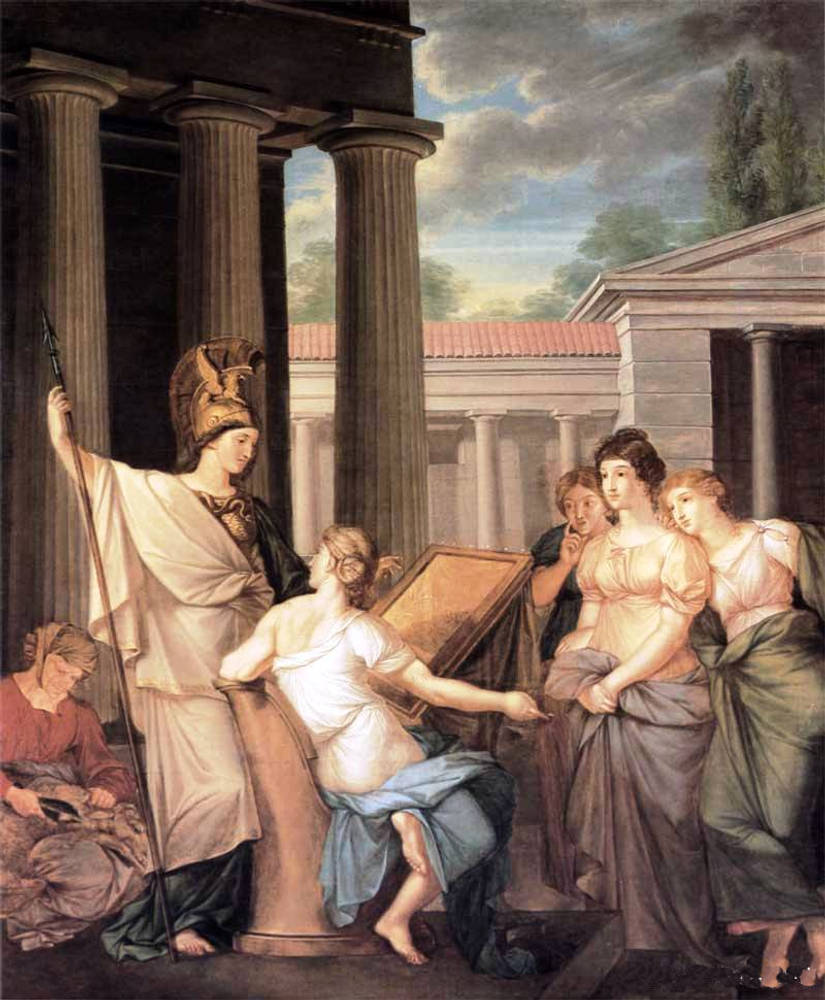
『機織りを教えるアテーナー』(c.1850)
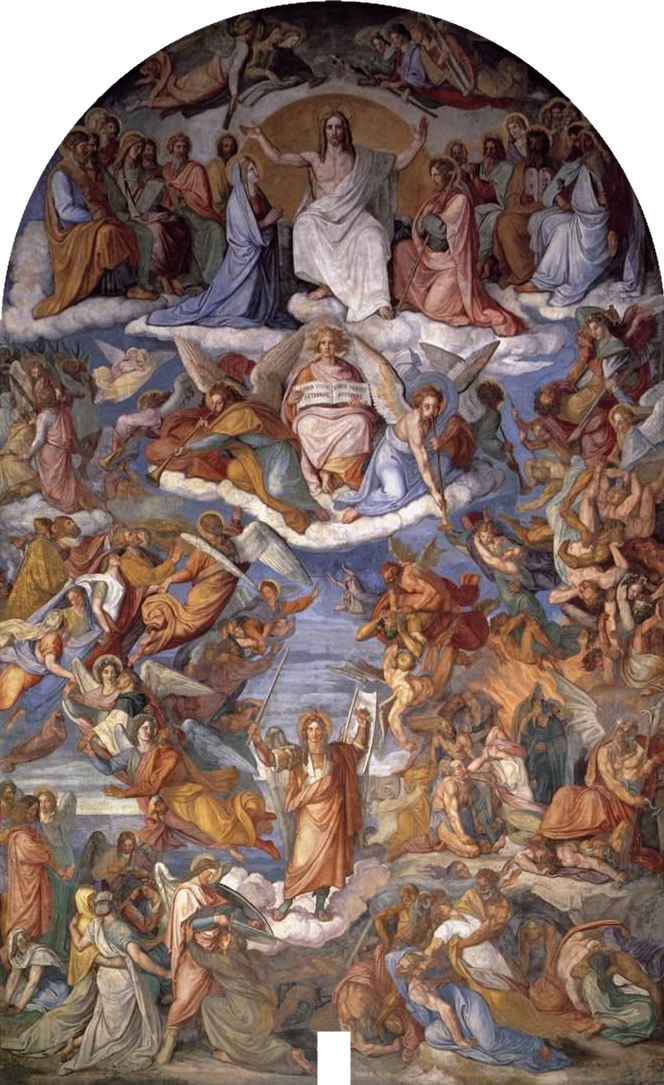
『最後の審判』(1836/18389)